# Василис Димитријадис
Василис Димитријадис (грч. Βασίλης Δημητριάδης; Солун, 1. фебруар 1966) бивши је грчки фудбалер.

## Каријера
Играо је на позицији нападача. Фудбалску каријеру је започео у редовима солунског Ариса. Дебитовао је 1986. године за први тим Ариса у највишем рангу грчког фудбала. Почев од сезоне 1987/88, Димитријадис је постао стандардни првотимац, а у клубу је провео 5 сезона.
У лето 1991. године потписао је уговор са атинским АЕК-ом. У сезони 1991/92, са 28 голова, постао је најбољи стрелац грчког првенства, а његов тим је освојио државно првенство. Следеће сезоне Димитријадис је постигао 33 поготка и други пут заредом освојио титулу најбољег стрелца грчког првенства, а АЕК је поново освојио прво место. У сезони 1993/94,по трећи пут је постао првак државе са АЕК-ом, а у следећим сезонама 1995/96 и 1996/97. два пута је освојио Куп Грчке. За пет ипо година проведених у АЕК-у, Димитријадис је одиграо 154 утакмице и постигао 81 гол. У сезони 1996/97. вратио се у Арис, где је на крају првенства окончао фудбалску каријеру.
За репрезентацију Грчке одиграо је 28 утакмица и постигао два гола. Био је у саставу грчке репрезентације на Светском првенству 1994. године, које је одржано у Сједињеним Државама.

### Голови за репрезентацију
| #  | Датум              | Место | Противник  | Резултат | Такмичење                                |
| -- | ------------------ | ----- | ---------- | -------- | ---------------------------------------- |
| 1. | 5. септембар 1990. | Патра | Албанија   | 1:0      | Пријатељска утакмица                     |
| 2. | 17. фебруар 1993.  | Атина | Луксембург | 2:0      | Квалификације за Светско првенство 1994. |

## Трофеји
Панатинаикос
- Првенство Грчке: 1992, 1993, 1994.
- Куп Грчке: 1996, 1997.
- Суперкуп Грчке: 1996.

Индивидулани
- Најбољи стрелац првенства: 1992, 1993.